# Bovichthyidae
Bovichthyidae é uma família de peixes da subordem Notothenioidei.

## Genera
Existem 10 espécies em três género. Em adição, o género Pseudaphritis (Castelnau, 1872) tem por vezes sido incluído na família.
- Género Bovichtus Valenciennes em Cuvier e Valenciennes, 1832
  - Bovichtus angustifrons (Regan, 1913).
  - Bovichtus argentinus (MacDonagh, 1931).
  - Bovichtus chilensis (Regan, 1913).
  - Bovichtus diacanthus (Carmichael, 1819).
  - Bovichtus oculus Hardy, 1989.
  - Bovichtus psychrolutes (Günther, 1860).
  - Bovichtus variegatus thornfish Richardson, 1846.
  - Bovichtus veneris (Sauvage, 1879).
- Género Cottoperca Steindachner, 1876
  - Cottoperca gobio (Günther, 1861) (sinónimo de Cottoperca trigliodes Forster, 1801 ) [2]
- Género Halaphritis Last, Balushkin and Hutchins, 2002
  - Halaphritis platycephala Last, Balushkin & Hutchins, 2002.